# Кащенко, Всеволод Петрович
Все́волод Петро́вич Ка́щенко (21 марта [2 апреля] 1870 — 30 ноября 1943) — педагог, врач. Брат Петра Петровича Кащенко.

## Биография
Родился 21 марта (2 апреля) 1870 года в г. Ейске Кубанской области в многодетной семье военного врача.
В 1891 поступил на медицинский факультет Императорского Московского ун-та (ИМУ). Под руководством А. Н. Бернштейна и Г. И. Россолимо изучал психологию и приобрёл практические навыки в области психологии. Исключен за участие в работе студенческих революционных кружков (1894) и выслан из Москвы. В 1897 окончил медицинский факультет Киевского университета св. Владимира. Работал врачом, участвовал в революционном движении.
Организовал в 1908 году в Москве частную школу-санаторий под официальным названием Школа-санаторий для дефективных детей доктора В. П. Кащенко — одно из первых в России учреждений для детей с интеллектуальной недостаточностью и трудностями поведения. После 1917 г. руководил учреждениями, созданными на базе этой школы: Домом изучения ребёнка (1918—1921) и Медицинско-педагогической станцией (1920—1927). Ректор и профессор Педагогического института детской дефективности в 1920—1924 гг. В 1921 г. Государственный учёный совет (ГУС) Наркомпроса РСФСР присвоил В. П. Кащенко звание профессора.
19 декабря 1927 г. Кащенко был внезапно освобождён от всех занимаемых руководящих должностей, а новым директором Медико-педагогической станции назначен Лев Выготский (оставался на этой должности до 10 октября 1928 г., уволен по собственному желанию):
```
И вдруг как снег на голову свалилось ошеломляющее известие: Кащенко освобождается от занимаемой должности ведомственным решением и назначается новый директор Медико-педагогической станции. В тогдашних условиях мотивировок в подобных случаях подчас и не требовалось. Никаких обвинений или критических доводов высказано Всеволоду Петровичу не было. Поползли слухи, разного рода домыслы, намеки... Пришёл новый руководитель Медико-педагогической станции – довольно молодой человек, достаточно самоуверенный и высокомерный. Одним из первых его решительных действий было уничтожение ставшего популярным в стране Музея исключительного детства–все экспонаты, стенды, макеты, фотографии, документы («удивительное музейное собрание, интереснейшие экспонаты», как отзывался обо всем профессор А. С. Грибоедов) были грубо выброшены на мусорную свалку. Погибла, в частности, собранная лично Всеволодом Петровичем уникальная коллекция портретов всех известных дефектологов мира – прошлого и современности. Восстановить её уже никогда не удастся
[
3
]
.
```

В 1938 г. Всеволоду Петровичу Кащенко была присуждена ученая степень кандидата педагогических наук без защиты диссертации.
Умер в Москве 30 ноября 1943 года. Похоронен на Новодевичьем кладбище.

## Санаторий-школа под руководством В. П. Кащенко
Уникальным заведением, в котором осуществлялась социально-педагогическая адаптация детей к жизни, был санаторий-школа под руководством В. П. Кащенко, который был открыт в 1908 году в Москве. В заведение принимались дети с отклонениями в поведении и интеллектуальном развитии от 4 до 16 лет. Одновременно оно могло обслуживать 22 воспитанника. Вся воспитательная система, разработанная В. П. Кащенко и сотрудниками, была направлена на адаптацию детей к будущей жизни. Важнейшее место в воспитательной системе В. П. Кащенко, как и К. Д. Ушинский, отводил трудовой деятельности: «Ручной труд, практикующийся в специальных заведениях, имеет громадное и притом двойное значение,- с одной стороны, как изучение ремёсел, которые дадут учащимся по окончании школы возможность иметь заработок; с другой стороны — ручной труд непосредственно влияет на развитие интеллекта, он развивает и укрепляет внимание, волю, работоспособность, повышает и разнообразит интересы ребёнка. Ручной труд, стало быть, имея такое важное педагогическое и профессиональное значение, должен занять первенствующее, доминирующее значение среди остальных предметов, он является базисом всех наших учебно-воспитательных и образовательных воздействий на дефективного ребёнка».
В заведении В. П. Кащенко все силы педагогов были направлены на развитие трудоспособности, интереса, активности и самостоятельности детей. Так же как и в педагогической системе К. Д. Ушинского, в воспитательных мероприятиях В. П. Кащенко придаётся исключительное значение развитию активности и творчества детей посредством разумной и полезной деятельности, которая интересна детям. Основным методом, обеспечивающим активность учащихся в процессе усвоения знаний, развитие способностей, коррекцию личности, было применение на всех уроках ручного труда. Дети сами взвешивали, измеряли, зарисовывали, составляли коллекции, делали модели из глины и других материалов. Важнейшим принципом в школе-санатории был индивидуальный подход к воспитанникам. Воспитатели внимательно наблюдали за деятельностью воспитанников, определяли их интересы и наклонности к тому или иному виду труда и помогали им осуществлять интересную для них деятельность. Педагоги активно поддерживали творческий характер трудовой деятельности воспитанников. Воспитатели считали, что творческий характер труда воспитанников является важным условием выбора в будущем жизненного пути. Это видно из следующих слов педагога школы-санатория И. И. Воскобойникова, который описывает глубокий интерес воспитанника к созданию устройства для физических опытов: «Работа … — зачастую неблагодарная и всегда сопряжённая с преодолением препятствий, неизбежных при занятиях во внеурочное время, которого и без того очень мало, — доставляет Никите истинное наслаждение. Элемент творчества, которое он проявляет при этом, несмотря на своё незнакомство с физикой, заставляет думать, что интересы Никиты целиком направлены на сторону технической деятельности».

Могила В. П. Кащенко на Новодевичьем кладбище в Москве

## Значение деятельности В. П. Кащенко
Деятельность школы-санатория по воспитанию детей с отклонениями была высоко оценена современниками. Известный олигофренопедагог А. Н. Граборов, посещавший школу-санаторий, отмечал чёткость и слаженность построенной воспитательной системы и её положительное влияние на воспитанников. Х.С. Замский считает, что это одно из первых заведений, в которых была налажена научно-методическая работа: «Школа-санаторий В. П. Кащенко явилась не только одним из первых специальных учреждений для детей, но и первым научно-методическим учреждением, занявшимся вопросами обучения и воспитания детей с разного рода нарушениями центральной нервной системы». Кащенко написал одну из первых в России работ по обучению и воспитанию детей с отклонениями в развитии — «Педагогическая коррекция: Исправление недостатков характера у детей и подростков» в книге систематизированы взгляды автора на исправление недостатков характера у детей, раскрываются лечебно-педагогические методы коррекции. В книге даётся всесторонний подход с точки зрения медицины, педагогики и психологии. Педагогическая коррекция рассматривается как целостный процесс, в котором взаимодействуют учащиеся, педагоги, семья и общество. В книге выстроена система обучения и воспитания детей с нарушениями центральной нервной системы и с поведенческими отклонениями. В. П. Кащенко — выдающийся организатор обучения и воспитания детей с отклонениями в развитии. Создавший оригинальную систему обучения и воспитания детей с отклонениями в развитии.

## Труды
- Кащенко В. П. Дефективные дети школьного возраста и всеобщее обучение. — М., 1910. — 12 с.
- Кащенко В. П., Крюков С. Н. Воспитание — обучение трудных детей: Из опыта санатория-школы. — М., 1913. — 54 с. Переиздано в 2005 г.
- Кащенко В. П. Нервность и дефективность в дошкольном и школьном возрастах. Охрана душевного здоровья детей: Пособие для родителей и педагогов. — М., 1919. — 122 с. Переиздано в 2005 г.
- Кащенко В. П., Мурашёв Г. В. Педология в педагогической практике. — М., 1926. — 31с.
- Кащенко В. П., Мурашёв Г. В. Исключительные дети: Дети нервные, трудные и отсталые, их изучение и воспитание. — М., 1929. — 125 с.
- Кащенко В. П. Педагогическая коррекция: Испр. недостатков характера у детей и подростков: Кн. для учителя. Архивная копия от 27 ноября 2010 на Wayback Machine — 2-е изд. — М., 1994. — 223 с.